# Chaussure d'approche

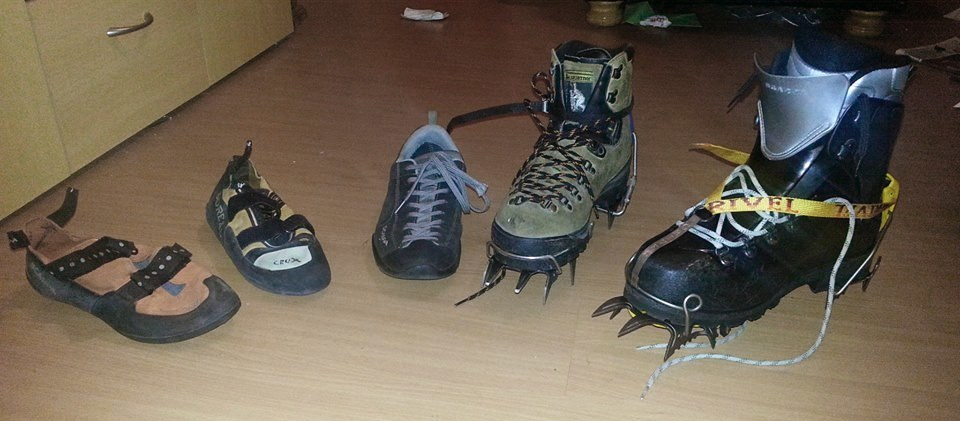
Chaussures hybrides

Les chaussures d'approche sont des chaussures hybrides avec des caractéristiques à la fois des chaussures de randonnée et des chaussons d'escalade. Comme une chaussure faite pour la randonnée, des chaussures d'approche à la bonne taille sont confortables pour marcher sur de longues distances. Comme un chausson d'escalade, un revêtement spécifique en caoutchouc permet de maintenir une adhérence sur le rocher. Elle ne fonctionne parfaitement dans aucun domaine et quand il faut transporter des charges importantes ou quand le terrain devient un peu difficile des chaussures plus spécialisées sont nécessaires. Les chaussures d'approche n'ont, par exemple, pas de bonne isolation avec le sol, ce qui limite son efficacité dans des conditions très froides ou très chaudes.